# Alex Magallanes
Alex Magallanes (Lima, 1 de março de 1974) é um ex-futebolista peruano que atuava como meia-atacante.

## Carreira
Alex Magallanes integrou a Seleção Peruana de Futebol na Copa América de 1995 e 97.